# Jaap Stotijn
Jacob Hendrik Stotijn (Den Haag, 22 september 1891 – Den Haag, 5 april 1970) was een Nederlands hoboïst, pianist en dirigent.

## Achtergrond
Hij was zoon van broodbakker Johannes Louis Stotijn en Helena Kooper. Oudere broer Constantijn Stotijn was violist, jongere broer Herman Stotijn cellist. Hijzelf was sinds 1912 getrouwd met sopraan Geertruida Stotijn-Molenaar, die hij tijdens zijn conservatoriumstudie had leren kennen. Dochter Ellen Nicasie (harp) en zoon Haakon Stotijn (hobo) verdienden hun geld in de muziek. Jaap Stotijn hertrouwde als weduwnaar in maart 1970 met Johanna Adriana van Melle (1900-1989), vlak daarna overleed hij. De familie Stotijn is muzikaal, want ook zijn neef Louis Stotijn, fagottist en dirigent, heeft in de jaren vijftig lesgegeven aan het Haags conservatorium. Neef Constant Stotijn volgde hem op als eerste hoboïst van het Residentie orkest.

## Muziek
Zijn eerste muzieklessen kreeg hij van zijn oudere broer Constantijn. Jaap Stotijn studeerde van 1904 tot 1910 aan het Haags conservatorium bij hoboïst Dirk van Emmerik. Hij ontving voor zijn eindspel de zilveren Fock-medaille, een hoge onderscheiding voor instrumentalisten. Hij was gedurende zijn studie al tweede hoboïst van het Residentie Orkest (achter Van Emmerik), maar speelde tevens als gelegenheidsmuzikant bij variété en stomme films. Hij kan na zijn eindexamen als eerste hoboïst aan de slag bij het "Harmonieorkest van Rotterdam". Hij wilde eigenlijk naar het buitenland, trok vanuit Leipzig rond met een orkest in Duitsland.
Hij vestigde zich even in Amsterdam (juni 1913-september 1914 en speelde lichte muziek, maar in 1914 betrok hij de positie van eerste hoboïst bij de Franse Opera in Den Haag. De Eerste Wereldoorlog maakte daar een eind aan; verplichte dienstplicht. In de avonden speelde hij dan weer lichte muziek en begeleide onder anderen Louis Davids, Lou Bandy, Willy Derby en Johan Buziau in Cabaret Wagenaar..In 1919 vertrok zijn leermeester en eerste hoboïst van het Residentie Orkest en Stotijn nam op diens stoel plaats. Hij zou er tot zijn pensioen in 1956 blijven spelen. Hij werd in datzelfde jaar benoemd tot docent aan het Haags conservatorium. Hij heeft als pedagoog grote invloed gehad in de muziekwereld, zowel nationaal als internationaal.
Ondertussen bleef Stotijn zich muzikaal ontwikkelen met een studie piano (onderwijsdiploma in 1928 en solopianist in 1933). Hij voerde daarbij zelf wel een pianoconcert uit en begeleidde andere musici op de piano. Samen met echtgenote Truitje Molenaar verzorgde hij menig kerstconcert. In de periode voor de Tweede Wereldoorlog zat hij als versterking in het Palestina Symfonie Orkest, samengesteld uit gevluchte Joden, dat onder leiding stond van Arturo Toscanini met optredens in Israël. Stotijn haalde Toscanini over om het Residentie Orkest te komen dirigeren hetgeen tweemaal gebeurde; het zijn enige bekende optredens van Toscanini met een Nederlands orkest. Gedurende die periode beoefende Stotijn zijn vak ook elders uit; hij leidde bijvoorbeeld het Haagsch Arbeiders Symfonie Orkest (1982) en had vanaf 1935 zitting in een trio met componist-pianist Piet Ketting en fluitist Johan Feltkamp, dat ongeveer twintig jaar zou bestaan. Hij speelde voorts kamermuziek in het Hollandsch Sextet. Een lidmaatschap van de Kultuurkamer tijdens de oorlog verhinderde niet dat hij daarna kon blijven musiceren, bijvoorbeeld in het Haags Blaaskwintet en het in 1952 opgerichte Collegium Musicum Artis Antiqua. Voor hem werden wel speciaal composities geschreven door componisten als Sem Dresden, Piet Ketting, Bernhard van den Sigtenhorst Meyer, Leon Goossens en Jacques Ibert.
Van 1946 tot 1955 was Jaap Stotijn dirigent van de Koninklijke Orkestvereniging Symphonia te Rotterdam en SMG Sempre Crescendo. 
Jacob en Haakon traden wel op met het Concert voor twee hobo's en orkest van Alexander Voormolen en oogstten daarmee redelijk succes.
Voor zijn werkzaamheden werd Jaap Stotijn benoemd tot ridder in de Orde van Oranje-Nassau. Stotijn werd gecremeerd op Ockenburgh, Loosduinen
- Bibliothèque nationale de France: cb14230354f (data)
- Biografisch Portaal: 22971246
- Gemeinsame Normdatei: 1204933138
- International Standard Name Identifier: 0000 0003 8580 7534
- Library of Congress Control Number: no92009351
- MusicBrainz: 77d3f87a-bb1e-4f5a-a4ad-5282fc988223
- Nationale Bibliotheek van Israël: 987012501974605171
- Nederlandse Thesaurus van Auteursnamen: 069875502
- Virtual International Authority File: 243079266
- WorldCat: E39PBJh8VY6KRDVDgKCyvyPCwC